# PIN. Freunde der Pinakothek der Moderne

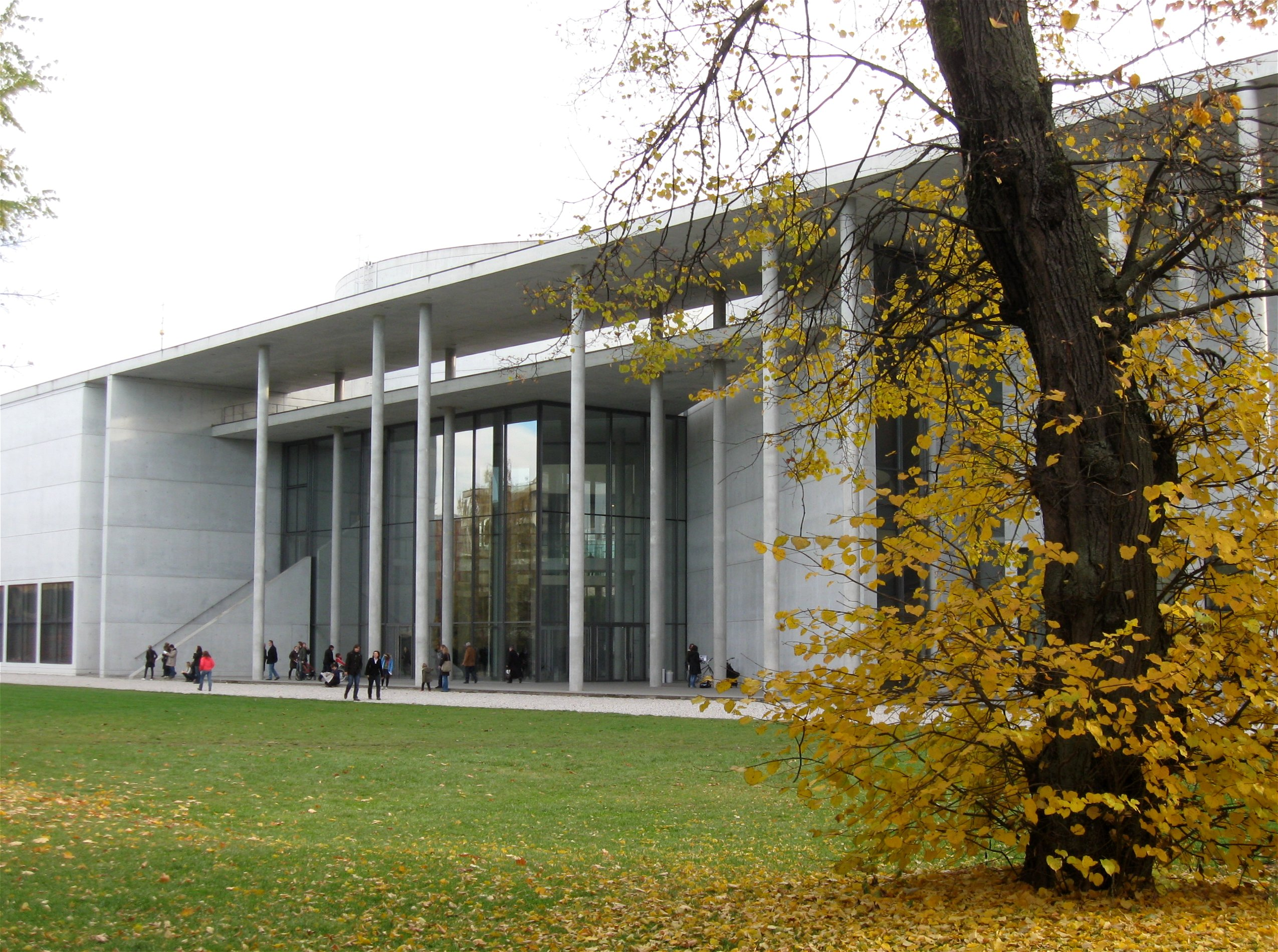
Pinakothek der Moderne

PIN. Freunde der Pinakothek der Moderne e.V. ist ein Förderverein mit mehr als 800 Mitgliedern. Vorrangiges Vereinsziel ist die Förderung der vier Museen in der Pinakothek der Moderne und des Museum Brandhorst in München. PIN unterstützt seit 1965 die Sammlung Moderne Kunst und die Staatliche Graphische Sammlung bei Ankäufen, Ausstellungen und Projekten. Seit 2012 werden zudem die Neue Sammlung - The International Design Museum und das Architekturmuseum der TUM gefördert und damit alle Museen, die unter dem Dach der Pinakothek der Moderne angesiedelt sind. 2016 kam zu den Förderzielen des Vereins das Museum Brandhorst. Mit einem Fördervolumen im hohen sechsstelligen Bereich leistet PIN. einen Beitrag zur Unterstützung von Ausstellungs- und Vermittlungsprojekten sowie Ankaufszielen.

## Geschichte, Zielsetzung und Aktivitäten
Der Förderverein wurde 1965 unter dem Namen Galerie-Verein von Kunstfreunden gegründet, darunter Franz Herzog von Bayern sowie die Sammler und Mäzene Cristof Engelhorn, Walter Bareiss und Alfred Winterstein. Seitdem hat der Verein über tausend Kunstwerke aus dem 20. und 21. Jahrhundert erworben, die den Bayerischen Staatsgemäldesammlungen als Dauerleihgabe überlassen worden sind. Unter den Ankäufen befinden sich Werke von Francis Bacon, Georg Baselitz, Joseph Beuys, Georges Braque, Wassily Kandinsky, Neo Rauch, Gerhard Richter, Cy Twombly und Andy Warhol sowie zahlreiche weitere Werke zeitgenössischer Künstler.
Zu den Aktivitäten des Fördervereins gehört das seit 2003 jährlich stattfindende PIN-Fest mit Benefizauktion. Sammler, Galeristen und Künstler lassen hier Kunstwerke versteigern, um den Erlös zugunsten des Museums zu spenden. Auf diese Weise konnten unter anderem Werke von Candida Höfer und Björn Melhus (2003), Peter Doig (2004), Arnulf Rainer (2005), Tadeusz Kantor (2006), Luc Tuymans (2007), Philip Guston (2008), Zoe Leonard (2009), Neo Rauch sowie Wade Guyton, Ellsworth Kelly, Paul Pfeiffer, Lewis Baltz (2011) und Georg Baselitz (2012), Paul Klee (2015), Franz Erhard Walther (2017) und vielen weiteren bedeutenden Künstlern erworben werden.
Neben der Förderung der Moderne und der Nachkriegsavantgarde liegt das Hauptaugenmerk von PIN. auf dem Ziel, zeitgenössische Kunst zu entdecken, zu diskutieren und zu erwerben. Gefördert werden über die Ankäufe hinaus Ausstellungen und Vermittlungsprojekte der beiden Häuser.
Seinen Mitgliedern bietet PIN. ein Programm mit jährlich über 60 Vorträgen, Reisen, Ausstellungspreviews und Kuratorenführungen, Künstlergesprächen, Galerierundgängen und Atelierbesuchen.

### PIN.Young Circle
Im Sommer 2011 wurde der PIN.Young Circle für junge Kunstinteressierte bis 40 Jahre mit einem eigenen Programm ins Leben gerufen. Seitdem hat der junge Freundeskreis u. a. Werke von Franka Kaßner, Kathrin Sonntag, Natalie Czech, Florian Auer, Laure Prouvost sowie zuletzt das VR-Sportgerät ICAROS für die Sammlungen der Museen unter dem Dach der Pinakothek der Moderne angekauft.

## Projekte

### Kunstzeitraum
PIN. war Mitinitiator des Atelierstipendiums "kunstzeitraum", das in Kooperation mit der Südhausbau vergeben wurde. Von 2005 bis 2014 waren u. a. folgende Künstler Stipendiaten von kunstzeitraum: Markus Selg, Nina Könnemann, Pablo Bronstein, David Maljkovic, Ralf Ziervogel, Nick Mauss, Jay Chung und Q Takeki Maeda, Ei Arakawa, Jochen Schmith, Mounira Al Solh, Juliette Blightman, Kerstin Brätsch, Adele Röder, Patrizio Di Massimo und Simon Denny.

### PIN.occhio
Das von der Stiftung der Pinakothek der Moderne und PIN. unterstützte Kunstvermittlungsprogramm PIN.occhio richtet sich an sozialbenachteiligte Hortkinder im Alter von sechs bis zwölf Jahren. Die kreative Begegnung mit Kunst soll die Persönlichkeitsentwicklung der Kinder fördern und sie an den Erlebnis- und Lernort Kunstmuseum heranführen.

### PIN.X
PIN.X ermöglicht Jugendlichen ab 10 Jahren den Schritt ins Museum und damit einen Zugang zu Kunst, Bildung und Kultur. Die kostenfreien Projekte und Workshops verbinden den Umgang mit digitalen Medien mit einem realen Besuch im Museum, vermitteln Haupt- und Realschülern sowie Gymnasiasten altersgerechtes Wissen und veranschaulichen Kunstwerke in der außergewöhnlichen Lernumgebung des Museums. PIN.X ist eine Initiative von der Stiftung Pinakothek der Moderne, PIN., dem Museumspädagogischen Zentrum und dem Palais Pinakothek und wird vom Bayerischen Staatsministerium für Unterricht und Kultus unterstützt.

## Vereinsstruktur
Die Geschäfte des Vereins in München werden von einem ehrenamtlichen Vorstand geführt, dessen Mitglieder im Rahmen der Mitgliederversammlung für jeweils drei Jahre gewählt werden. Seit 2016 ist Dorothée Wahl Vorstandsvorsitzende von PIN. Zuvor hatte Katharina Freifrau von Perfall ab 2010 dieses Amt inne. Dem Vorstand steht ein Kuratorium beratend zur Seite, dem Vertreter aus Wirtschaft, Industrie und Mäzenatentum angehören.